# Galen Clark

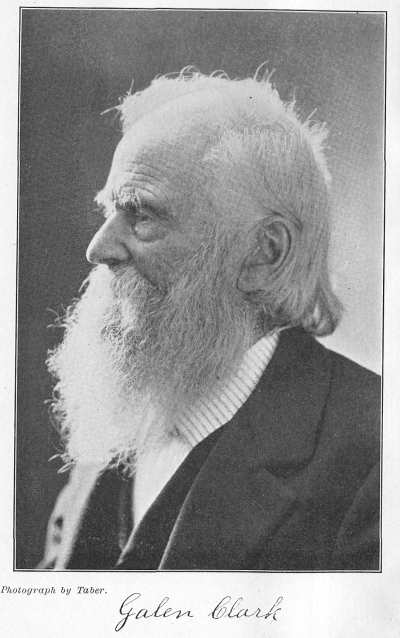
Galen Clark

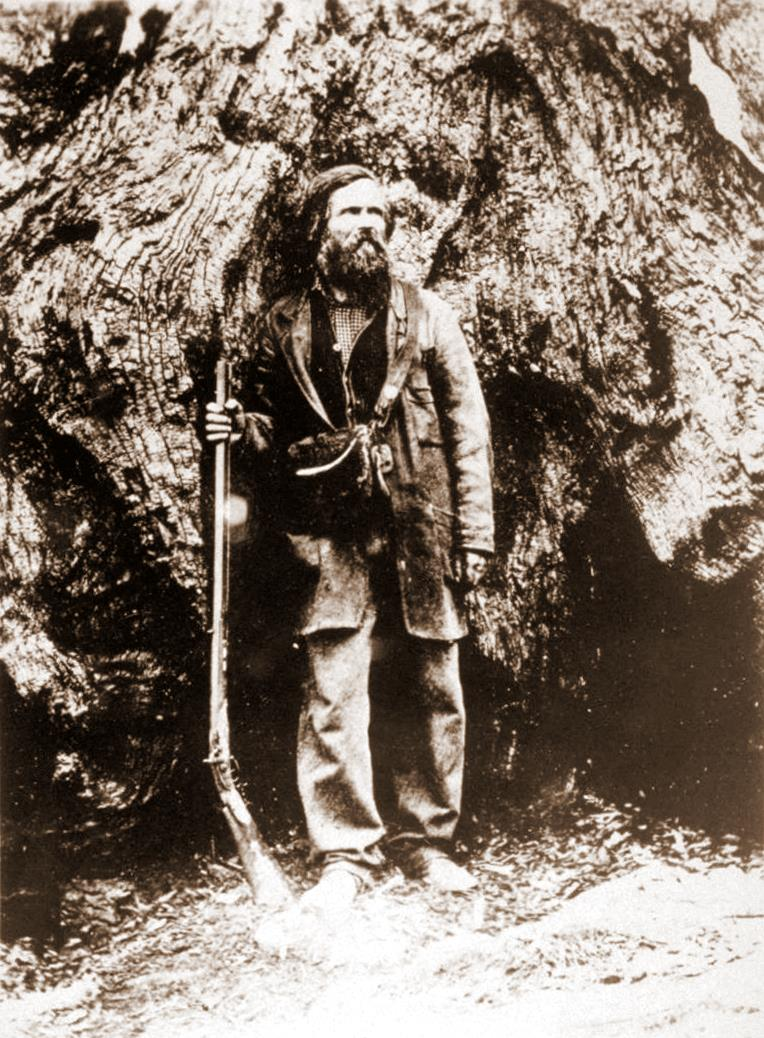
Galen Clark no Mariposa Grove

Galen Clark é conhecido pela descoberta do "Mariposa Grove", um bosque de sequóias gigantes, no Parque Nacional de Yosemite, Califórnia, Estados Unidos.
Foi o guardião do Parque Nacional de Yosemite por 21 anos.